# Ortostat

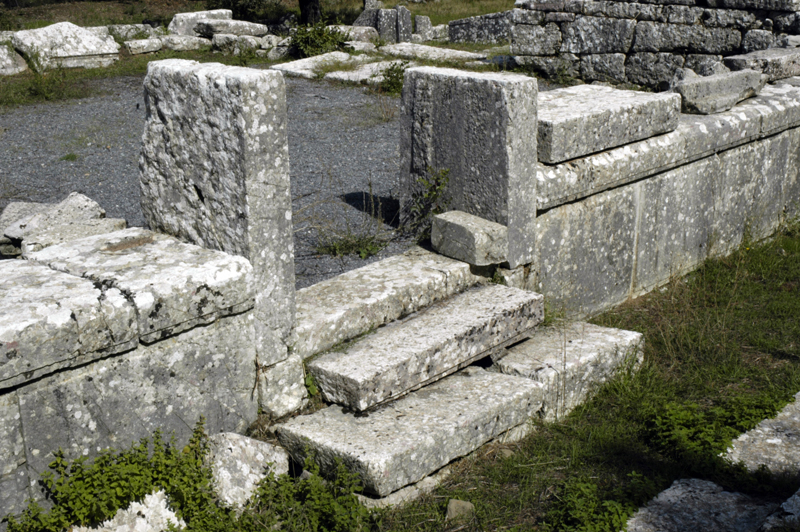
En ingång till tempel i Lykosura omges av ortostater.

En ortostat är ett kantställt klippblock som användes i murverk i äldre arkitektur. Ordet kan också användas om fristående resta stenar/bautastenar i arkeologin.